# Pancrazio
Il pancrazio è un antico sport da combattimento, un agone atletico, che faceva parte dell'atletica pesante di origine greca antica e consisteva in un misto di lotta e pugilato. Un combattimento era dichiarato finito quando uno dei due atleti era immobilizzato dall'avversario.
Il termine in greco antico: παγκράτιον?, pankrátion, è l'unione di due termini, Pan, tutto e Kratos, potenza; il significato di questo legame è proprio "onnipotenza", (e non come viene spesso erroneamente tradotto: "tutta-forza") che indica lo scopo e il fine di questo agone atletico: sottomettere l'avversario con qualsiasi tecnica e metodo, ed assurgersi a diventare il più potente. Alla lotta e al pancrazio venivano attribuite origini mitologiche e divine: si diceva che Teseo, l'eroe vincitore del Minotauro, l'avesse insegnata agli uomini dopo averla appresa dalla dea Atena.

## Storia

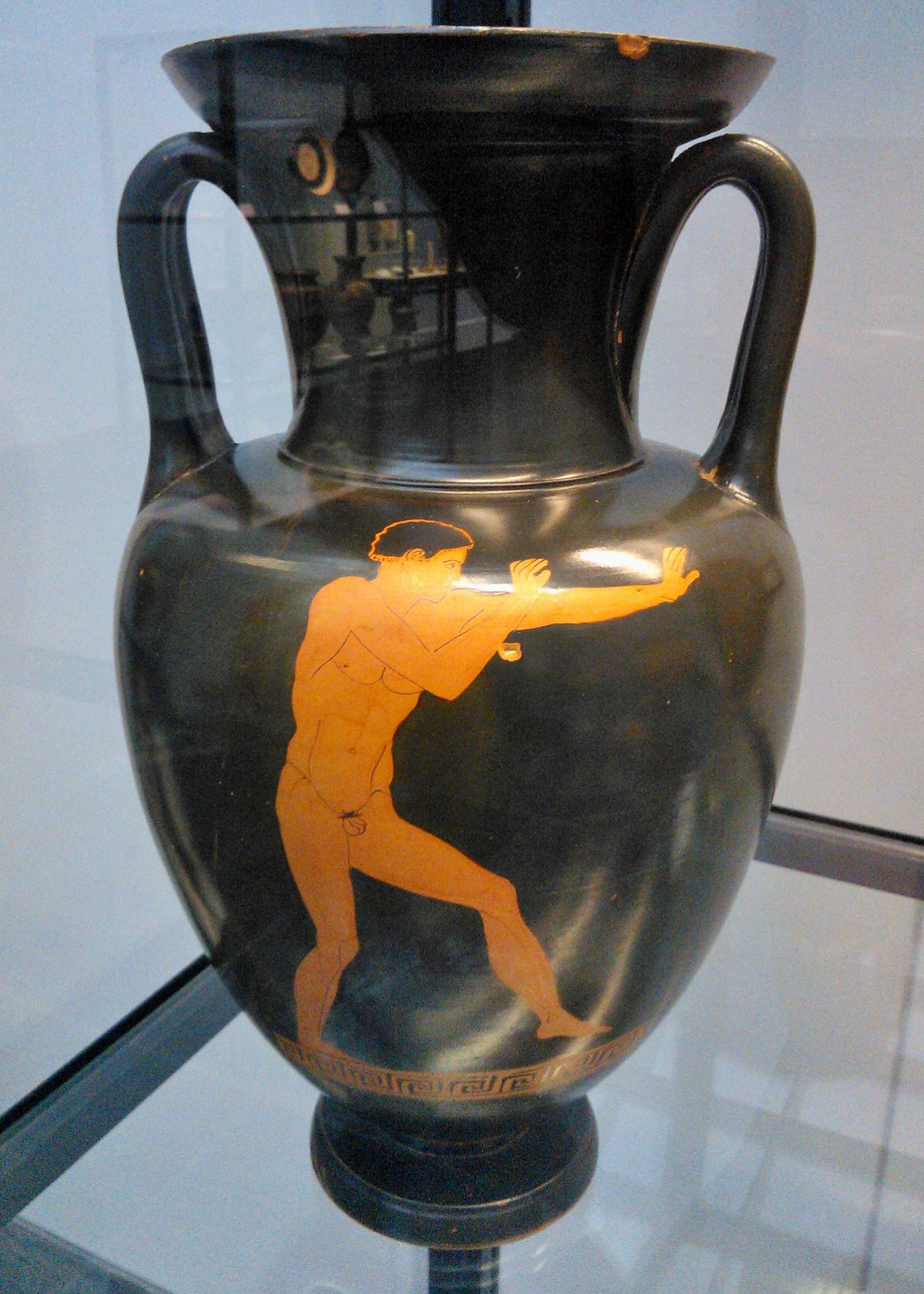
Pancraziaste in posizione di combattimento, anfora greca antica a figure rosse, 440 a.C.

Questa disciplina fu ammessa ufficialmente ai Giochi olimpici nel 648 a.C.; il primo vincitore fu Ligdami di Siracusa.
Il pancrazio era un agone (ovvero uno sport da contatto) da combattimento totale in cui tutte le tecniche erano ammesse, tranne il mordere e l'accecare: queste venivano punite severamente con frustate dall'arbitro o dall'allenatore di turno.
Il fine del Pankration è sottomettere l'avversario ed assurgere a diventare il più potente. Logicamente con questo asserto, le prese e i colpi di potenza e la spettacolarità nel sottomettere con forza, la facevano da padrone; questa disciplina era un insieme di tecniche prese dalla lotta (pale) e dal pugilato (pygme), e adattate ad un nuovo sistema di combattimento; inoltre erano inserite tecniche sviluppate solo per questo contesto, le pankration techne, che davano modo di fluire durante l'azione totale e permettere l'uso di qualsiasi abilità che in uno sport totale è ed era ritenuto essenziale. Difatti il pancrazio veniva visto come forma unita e superiore dei due tipi di lotta da cui deriva. Una caratteristica peculiare era il poter combattere a tutti i livelli di altezza e a tutte le distanze. Fino all'arrivo contemporaneo delle nuove discipline come il vale tudo prima e le arti marziali miste poi, il pancrazio fu l'unico "sport" da combattimento totale dell'umanità.
Gli incontri di pancrazio venivano effettuati a mani nude.

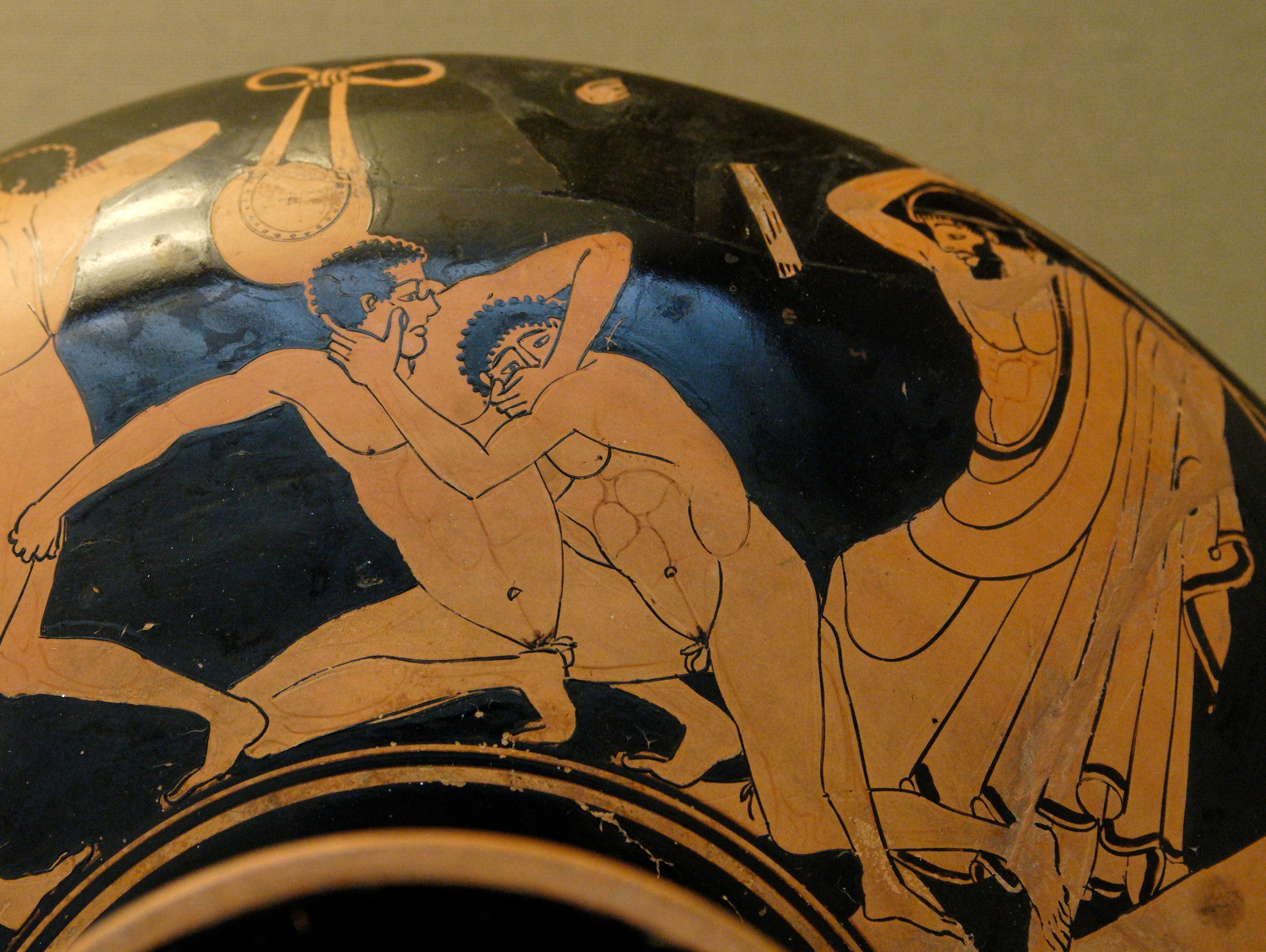
Scena di un pancrazio: l'arbitro punisce con una frusta un atleta che tenta di accecare l'avversario

Non c'erano né riprese né limiti di tempo, si combatteva fino alla resa di uno dei due che poteva essere per cedimento, per il classico KO, o dichiarata dallo stesso atleta che onorava, quando poteva fisicamente, il vincitore mostrando la sconfitta alzando l'indice in su verso l'arbitro. Talvolta e non di rado un atleta si ritirava per timore di scontrarsi con qualche campione, che vinceva senza "sporcarsi di sabbia", l'akoniti.
Una delle storie più famose è quella di Arrachione che spezzò un dito del piede dell'avversario mentre questo lo strangolava, e, nel farlo, morì soffocato proprio mentre quello si arrendeva; i giudici furono costretti a decretarlo vincitore da morto.
Neanche il quadrato (ring) o la gabbia come li concepiamo noi erano presenti ma sia le gare sia gli allenamenti si svolgevano in uno spazio con sabbia predisposto nello stadio o nella palestra, chiamato Skamma; questo attutiva tra l'altro le cadute e dava maggior stabilità nelle tecniche effettuate in piedi.
Una delle particolarità delle antiche Olimpiadi era l'abitudine a combattere sotto il sole cocente estivo a metà della giornata. La maggior parte delle manifestazioni avvenivano in piena estate, e competere sotto la coltre di calore con i raggi perpendicolari poteva essere un nemico in più per la ricerca dell'agognata vittoria e non di rado atleti famosissimi altrove persero proprio per il disagio derivato da questa situazione ambientale.
Era usato abbondante olio di oliva per contrastare scottature ma anche per tutelare la pelle da abrasioni ed escoriazioni dovute alle prese e alle pressioni continue nella fase di lotta; proprio a causa di questa usanza si formava sul corpo uno strato di olio e sabbia chiamato gloios, che veniva eliminato, negli spogliatoi, con lo strigile (un arnese di metallo a forma ricurva), e molte volte venduto per la credenza che questo composto avesse potere di guarigione.
Le palestre in antichità, oltre a provvedere all'allenamento degli atleti, erano anche fulcro dell'educazione. Gymnasion era il termine che indicava i luoghi dello sport, che oltre la palestra avevano anche spazi per le altre discipline; questo vocabolo deriva da gymnos che significava nudo, da cui gymnasion: luogo dove ci si allena nudi, pratica detestata dai Romani e dagli etruschi che usarono sempre uno zoma, una specie di gonnellino di pelle o di stoffa, per coprirsi.
I campioni dell'antichità venivano innalzati ad eroi, pagati nelle festività più importanti solo con una corona, come quella di ulivo ad Olimpia. Divennero vere celebrità e personalità influenti. Le città dell'antichità facevano di tutto per potersi onorare di avere un atleta nelle loro mura. Anche nel periodo imperiale romano, molti aristocratici e imperatori, affascinati dalla cultura greca, divennero loro stessi atleti. All'interno dei circoli atletici si diffusero i primi rudimenti di medicina e dietetica sportiva: Pitagora frequentava i lottatori della famosa scuola di Crotone (tra cui il famoso Milone, di cui sposerà la figlia) proprio per consigliare nuove metodologie nella dieta, tra cui il consumo di molta carne e altri derivati da animali, ma anche per studiare i benefici degli esercizi sulla fisicità umana.
Alcuni atleti divennero talmente importanti e famosi che le loro imprese arrivarono oltre le frontiere dei territori del mondo greco-romano, come nel caso del campione Polidamante di Scotussa. Le gesta eroiche di questo campione arrivarono anche in Persia, acerrima nemica della Grecia: Dario II infatti lo invitò nella città di Susa per farlo sfidare da tre combattenti persiani, chiamati gli "immortali" per la loro forza ed astuzia. Per il mondo greco combattere al di fuori delle competizioni regolamentari atletiche era una cosa impensabile, non concepibile, ma i Persiani, che non vedevano di buon occhio il mondo della palestra (come descritto da Luciano nell'Anacarsi), volevano uno scontro cruento, violento fino alla morte, al di fuori da ogni regola di gara. Polidamante, che aveva vinto centinaia di incontri, accettò senza batter ciglio e si presentò al combattimento (chiese solo di essere pagato profumatamente), dove affrontò tutti e tre, con poco tempo per riposare tra l'uno e l'altro "incontro". Ne ammazzò due e fece scappare l'ultimo combattente in preda alla paura; tutti i persiani rimasero sconvolti da tale potenza e da tali conoscenze.
La visione dell'atletica e dell'allenamento greco incominciò così ad incuriosire anche popoli nemici o lontani e ad arrivare, come nel caso di Alessandro il Grande, sino alla lontana India dove l'importazione di questa nuova realtà fece nascere le prime pratiche agonali indiane.
I campioni gareggiavano, oltre che per la corona, soprattutto per i premi: infatti il termine Athlon, da cui deriva "atletica" e "atleta", significa proprio "competere per un premio"; oltre le contese anfore di olio di oliva era il denaro che attirava i desideri di questi uomini. I veri campioni inoltre miravano a farsi immortalare in una statua e diventare un simbolo per i propri concittadini, parenti ed amici, ma anche ad avere una chance di immortalità come possiamo leggere nelle Odi del poeta Pindaro. Proprio attraverso l'arte classica si può oggi percepire come e cosa facessero gli atleti nell'antichità. L'atletismo antico affascinò talmente gli artisti dell'epoca e quelli a venire da essere equiparato alla fascinazione religiosa.
Gli atleti e la vittoria olimpica (simboleggiata dalla Nike) divennero così importanti che durante le festività olimpiche tutte le guerre cessavano per permettere di giungere nei luoghi deputati alle competizioni da ogni dove, senza subire danno o problemi di tipo logistico. Molti viaggiavano con sacrificio e privazioni per intere settimane pur di partecipare o per essere spettatori dei giochi olimpici.

## Pancrazio nell'era moderna

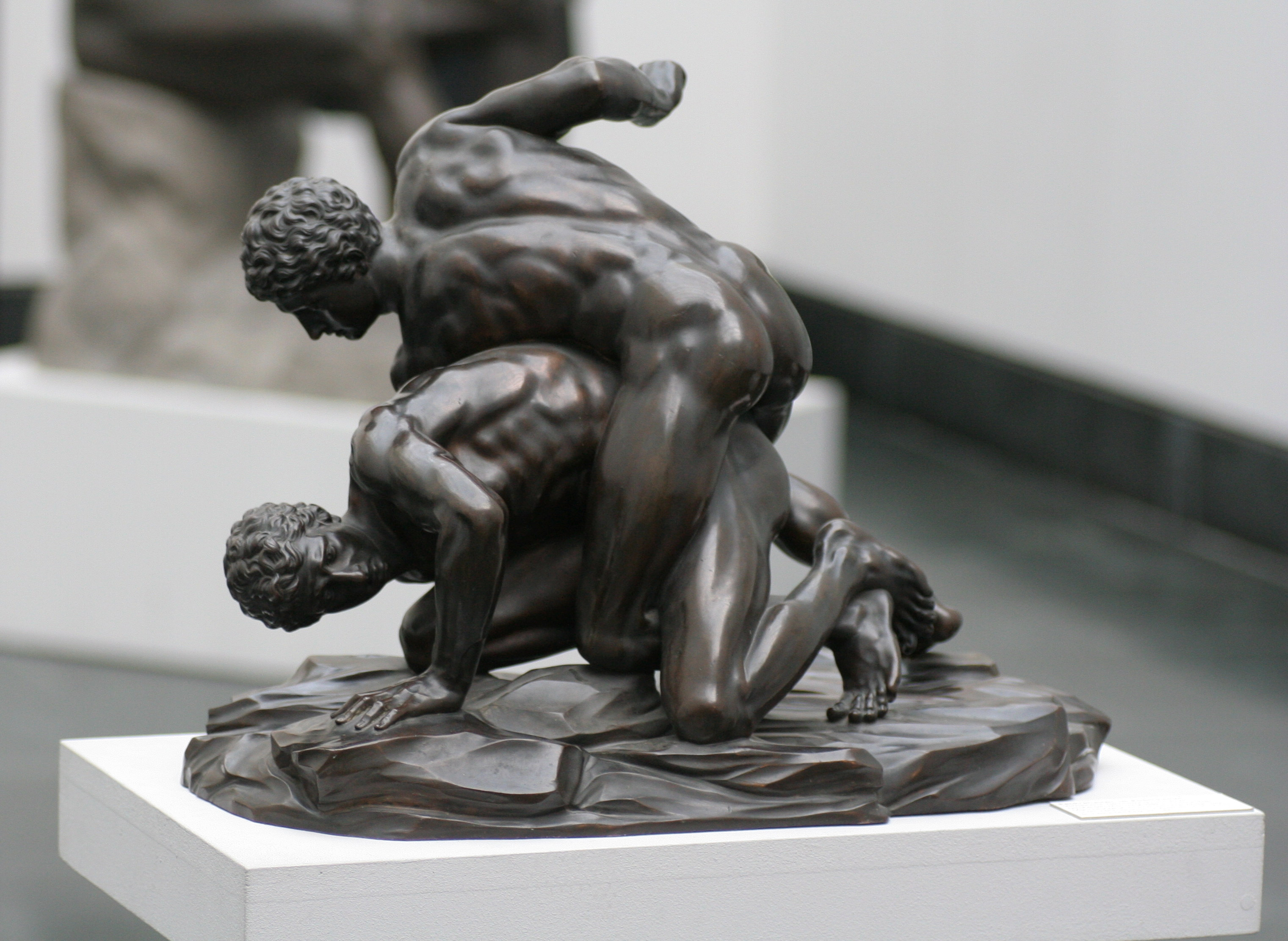
Due pancratiasti. Gruppo scultoreo romano da originale bronzeo pergameno, conservato nella Tribuna della Galleria degli Uffizi a Firenze

Al momento della nascita delle olimpiadi moderne venne discussa la possibilità di integrare il pancrazio tra le discipline dei giochi ma lo stesso Pierre de Coubertin, fondatore dei giochi olimpici moderni, si disse contrario all'introduzione di tale sport da combattimento, anche perché mancavano referenze, evidenze e elementi del pankration scomparso nel V sec. d. C.
Con lo sviluppo e la diffusione di nuove discipline basate sulla mescolanza di differenti arti marziali e sport da combattimento come le arti marziali miste (MMA), la United World Wrestling (la Federazione Internazionale di lotta olimpica riconosciuta dal CIO) decise di inserire ufficialmente una forma moderna di pancrazio, una miscela di arti marziali orientali, tra le discipline lottatorie. Nei primi anni novanta la federazione russa di Pancrazio organizzò diversi tornei disputati a mani nude molto simili ai valetudo brasiliani e alle prime edizioni dell'ufc statunitense. Oggi il Pancrazio è riconosciuto dalla Federazione Internazionale riconosciuta dal CIO (la United World Wrestling) e viene proposto in due stili:
- Pankration Traditional (combattimento totale a contatto pieno ma senza colpi alla testa)
- Pankration Elite (combattimento totale a contatto pieno in cui sono ammessi anche i colpi alla testa)

Tutte le modalità prevedono un tipo di uniforme composta da rash guard e shorts. Il Pancrazio prevede anche tornei professionistici con un format simile a quello delle arti marziali miste pro, ma con regolamenti che non permettono le libertà delle MMA. Una delle organizzazioni più note è la Modern Fighting Pankration MFC. Da pochi anni il Pancrazio è stato inserito negli Sport Accord Combat Games. Recentemente, grazie agli sforzi della United World Wrestling, questo stile di combattimento è stato incluso nei prossimi European, Asian e World Games, eventi organizzati dal CIO.

## In Italia
- La Federazione Italiana Pancrazio Athlima (FIPA).
- La Federazione Italiana Pankration (FIPK) Unica Federazione Italiana riconosciuta dalla WPAF la Federazione Mondiale Pancrazio Athlima riconosciuta dallo stato Greco e dal Comitato Olimpico Greco.